# Helicoverpa rufa
Helicoverpa rufa är en fjärilsart som beskrevs av W. Warren 1912. Helicoverpa rufa ingår i släktet Helicoverpa och familjen nattflyn. Inga underarter finns listade i Catalogue of Life.